# Idol vom Kögelberg
Das Idol vom Kögelberg ist eine steinzeitliche (neolithische) Figurine, die am Kögelberg unweit Graz in der Steiermark gefunden wurde. Erhalten ist der Kopf, es wird als kultische Statuette (Idol) gedeutet.

## Beschreibung
Das etwa 4 Zentimeter große Bruchstück umfasst den Kopf und Hals einer ursprünglich wohl etwa gut handgroßen Figur. Das annähernd dreieckige Gesicht ist maskenhaft flach, mit Augen und Nase deutlich modelliert und den Ohren seitlich angedeutet.
Es handelt sich um gebrannten Ton.

## Fund, Datierung und Präsentation
Der Kopf wurde 1984 von Gerald Fuchs und Diether Kramer bei Notgrabungen in der schon bekannten Siedlung am Kögelberg geborgen.
Nach einer Analyse von Elisabeth Ruttkay (1997) ist die Statue der (Balaton-)Lasinja-Kultur der mittleren Kupfersteinzeit (Kupferzeit) zuzurechnen, die hierorts meist um 3700 v. Chr. beginnend datiert wird. Wegen der Funde etwa in Graz und am Wildoner Buchkogel wurde auch beginnende Kupferzeit ab 4000 v. Chr. (Epi-Lengyel-Horizont) vermutet.
Georg Tiefengraber sieht hingegen „unübersehbare Ähnlichkeiten“ zu Idolen der mittelneolithischen Vinča-Kultur, die man für 5400–4500 v. Chr. annimmt.
Das Idol vom Köglberg galt lange als die älteste in der Steiermark gefundene Figurine. Sie ist in der Ur- und Frühgeschichtlichen Sammlung des Landesmuseums Joanneum im Schloss Eggenberg ausgestellt, seit 2004 zusammen mit der Graz-iella, einer kurz vorher in Graz gefundenen Figur des Epi-Lengyel. Diese gelten nun als „ältester Steirer und älteste Steirerin“.